# 1677년
1677년은 금요일로 시작하는 평년이다.

## 연호
- 동녕(東寧) 영력(永曆) 31년
- 청(淸) 강희(康熙) 16년
- 일본(日本) 엔포(延宝) 5년
- 후 레 왕조(後黎朝) 빈찌(永治) 2년
- 막 왕조(莫朝) 투언득(順德) 40년

## 기년
- 동녕(東寧) 연평문왕(延平文王) 15년
- 류큐(琉球) 쇼테이왕(尚貞王) 9년
- 청(淸) 성조 강희제(聖祖 康熙帝) 16년
- 조선(朝鮮) 숙종(肅宗) 3년
- 후 레 왕조(後黎朝) 희종(熙宗) 2년

## 사건
- 5월 19일(음력 4월 18일) - 조선, 아들과 간음한 계모 예인을 사형에 처하다.
- 대동법 - 경상도

## 사망
- 2월 21일 - 네덜란드 철학자 스피노자